# Io ti propongo
Io ti propongo pubblicato nell'ottobre del 1974 è il dodicesimo album della cantante italiana Iva Zanicchi
L'album è presente sulle piattaforme digitali e sui servizi di streaming.
(Iva Zanicchi, Testarda io)

## Il disco
È l’album che dà il via alla lunga collaborazione tra Iva Zanicchi e Cristiano Malgioglio. Dopo la sua terza vittoria al Festival di Sanremo, con il brano Ciao cara come stai?, firmato proprio dal cantautore siciliano, Iva, insieme ai discografici della Ri-Fi, decide di puntare molto su di lui.
Malgioglio, in collaborazione con altri parolieri, è l’autore di quasi la metà dei brani contenuti all’interno del disco, che si distinguono per la loro eleganza.
Del resto, questa pubblicazione segna un’ulteriore svolta nella produzione discografica di Iva, una cesura, quasi, rispetto ai suoi album precedenti. Il suo repertorio diventa più raffinato e questo cambiamento lo si intravede già dalla grafica della copertina del disco, realizzata da Luciano Tallarini, in cui sono presenti foto antichizzate, dai contorni sfumati, color ocra, con una Iva Zanicchi vestita da gran signora in stile anni '40, con cappello e veletta.
All'interno del vinile, nel commento di Ezio Leoni, si dice:
L’album è presentato in anteprima alla Mostra internazionale di musica leggera di Venezia, durante la quale Iva presenta due estratti dall’album, Io ti propongo e Testarda io. Quest’ultimo viene scelto quale singolo di lancio dell’album ed è destinato a diventare uno dei più grandi successi dell’intera carriera dell’artista.
Non solo, per la regia di Romolo Siena si appresta a registrare il nuovo programma del sabato sera della Rete 1 per gli inizi del 1975, dal titolo Totanbot (che in emiliano significa “tutto d'un botto”), di cui è la regina e in cui ricopre non solo il ruolo di cantante, bensì di primadonna a tutto tondo. La sigla finale dello spettacolo, E la notte è qui, scritta da Terzoli, Vaime, Vistarini e Calvi, è inclusa (insieme alle altre canzoni nuove presentate nel varietà) in questo nuovo disco, il quale, anche grazie alla promozione avuta nel corso delle puntate, entra nella classifica degli album più venduti.

## Brani
Oltre a contenere i brani E la notte è qui e Testarda io, contiene:
- Dimmi se c’è lei
Brano inedito nato dalla collaborazione tra Cristiano Malgioglio e Italo Janne, già autori, quell’anno stesso, di Ciao cara come stai?, brano vincitore al Festival di Sanremo.
- Amarlo io
Brano inedito scritto da Paolo Limiti con la collaborazione di Roberto Soffici.
- Io non ho il coraggio
Cover di They won't go when i go  di Stevie Wonder. La traduzione italiana è di Luigi Albertelli.
- Sempre tua
Brano inedito firmato da Corrado Castellari con il fratello Camillo, parolieri alla Ri-Fi.
- A far l’amor con te
Brano inedito firmato dalla famosa coppia di parolieri Mario Panzeri e Daniele Pace, a cui si aggiunge Corrado Conti, strumentista dell'Orchestra del Teatro alla Scala con la passione della musica leggera.
- Io ti propongo
Cover di Propuesta, altro celebre brano di Roberto Carlos.
- Dammi un’ora in più
Cover di All i need is time dei Gladys Knight & the Pips. Il testo in italiano è di Franco Simone, il giovane cantautore ormai da qualche anno alla Ri-Fi.
- Amerò
Cover della celebre I belong dei Today's People. Anche questa volta il testo in italiano è di Cristiano Malgioglio.
- Amore in vendita
Brano inedito firmato sempre da Cristiano Malgioglio con la collaborazione di Plinio Maggi.
- Libera senza complessi
 Cover di Masquerade, brano scritto e interpretato da un altro famoso cantautore brasiliano, Sérgio Mendes, con il gruppo dei Brasil '66.

## Tracce
1. Testarda io* - 4:10 - (Cristiano Malgioglio - Roberto Carlos)
2. Dimmi se c'è lei* - 3:40 - (Cristiano Malgioglio - Italo Ianne - Roberto Lipari)
3. Amarlo io* - 3:40 - (Paolo Limiti - Roberto Soffici)
4. Io non ho il coraggio (They want't go when I go)* - 5:35 - (Luigi Albertelli - Stevie Wonder)
5. Sempre tua** - 3:02 - (Camillo e Corrado Castellari)
6. E la notte è qui* (sigla dello show televisivo "Totanbot") - 2:34 - (Carla Vistarini - Italo Terzoli - Enrico Vaime - Pino Calvi)
7. A far l'amore con te* - 3:33 - (Daniele Pace - Mario Panzeri - Corrado Conti)
8. Io ti propongo (Proposta)*** - 4:15 - (Cristiano Malgioglio - Roberto Carlos - E. Carlos)
9. Dammi un'ora in più (All I need is time)* - 3:50 - (Franco Simone - B. Reneau)
10. Amerò (I belong)** -3:40 - (Cristiano Malgioglio - L. & P. Sebastian)
11. Amore in vendita** - 3:08 - (Cristiano Malgioglio - Plinio Maggi)
12. Libera senza complessi (Masquerade)* - 3:41 - (Cristiano Malgioglio - L. Haynes)

## Crediti
- Produzione: Ezio Leoni
- Tecnico di registrazione e re-recording: Gianluigi Pezzera

Arrangiamenti
- *E. Intra
- **A. Sacchi
- ***V. Bacchetta

## Stampe Estere
| Anno di pubblicazione | Paese     | Titolo              | Etichetta                      |
| --------------------- | --------- | ------------------- | ------------------------------ |
| 1974                  | Argentina | Propuestas          | RI-FI - RFLS 60014             |
| 1975                  | Spagna    | Propuesta           | RI-FI - CPS-9415               |
| 1975                  | Brasile   | Io ti propongo      | RI-FI/Continental 3-18-404-006 |
| 1976                  | Giappone  | Dammi un'ora in più | Seven Seas - RI-FI GP 437      |
| 1978                  | Cile      | Propuesta           | RI-FI - LP-MIC 50 39           |